# George Chauncey
George Chauncey (nacido en 1954) es un catedrático de historia en la Universidad de Yale. Es conocido principalmente por ser autor de Gay New York: Gender, Urban Culture, and the Making of the Gay Male World, 1890-1940 (1994; «Nueva York gay: género, cultura urbana y la creación del mundo gay masculino 1890-1940»).

## Vida y obra
Chauncey recibió su Bachelor of Arts (1977) y su Philosophiæ doctor (1989) en Historia en la Universidad de Yale, donde estudió con Nancy Cott y David Montgomery. De 1991 a 2006 enseñó en el departamento de Historia de la Universidad de Chicago, elevándose de asistente a catedrático de Historia. En 2006 se trasladó a Yale.
Su libro Gay New York: Gender, Urban Culture, and the Making of the Gay Male World, 1890-1940 (1994) fue publicado para señalar el XXV aniversario de los disturbios de Stonewall. Combina historia social, política y cultural; Chauncey argumenta en el libro que a principios del siglo XX Nueva York tenía una cultura gay vibrante y abierta. Empleando relatos periodísticos de una amplia variedad de fuentes periodísticas generalistas y del underground, archivos de organizaciones reformistas, informes policiales y judiciales, tebeos y caricaturas populares, guías y mapas, Chauncey ofrece un relato rico y con textura de la vida urbana gay. El libro fue alabado por varios hallazgos originales, entre los que se pueden contar la maleabilidad de las identidades sexuales (Chauncey halla. por ejemplo, una gran aceptación de las relaciones homosexuales entre hombres heteronormativos de clase trabajadora),  el uso de conciertos caseros como tapaderas de la actividad sexual, una discusión del «pansy craze» y la relativamente nueva categoría del hombre gay «en el armario». Según Chauncey, no fue hasta la década de 1930 y más tarde cuando emergió un estricto control policial de la sexualidad gay masculina. Fue en este periodo, afirma, cuando el comportamiento homosexual comenzó a ocultarse.
Chauncey ha escrito una defensa histórica del concepto del matrimonio gay. Actualmente está trabajando en una historia gay de Nueva York desde mediados del siglo XX hasta el presente.
Chauncey ha recibido becas de la John Simon Guggenheim Foundation, el National Humanities Center, el American Council of Learned Societies y el Center for Scholars and Writers en la Biblioteca Pública de Nueva York.

## Perito judicial
Chauncey ha actuado de perito judicial en varios casos de importancia que trataban sobre derechos de los gais y fue el organizador y principal autor del amicus curiae realizado por los historiadores en el caso Lawrence contra Texas (2003), que tuvo mucha influencia en la decisión de la Corte Suprema de anular las restantes leyes contra la sodomía que quedaban en algunos estados. En el amicus curiae, Chauncey argumentaba la especificidad histórica de la definición de sodomía, desafiando el razonamiento del caso Bowers contra Hardwick (1986) que afirmaba que las leyes en contra de la sodomía eran una característica duradera del sistema legal estadounidense.
Quizás su acción más famosa fuese el testimonio como perito en el caso contra la Proposición 8, el llamado caso Hollingsworth contra Perry, a favor de los demandantes. En el caso de Perry, la corte lo consideró «cualificado para ofrecer testimonio en historia social, especialmente en cuanto se refiere a gais y lesbianas.» La corte escribió sus cualificaciones académicas, citando su curriculum vitae, la autoría de sus libros y su investigación original empleando fuentes primarias. La decisión de la Corte citaba el testimonio de Chauncey en una docena de lugares relevantes para el caso.

## Obra
- Gay New York: Gender, Urban Culture, and the Making of the Gay Male World, 1890-1940. Basic Books, 1995. 496 pp. ISBN 0-465-02621-4
- Why Marriage?  The History Shaping Today's Debate Over Gay Equality. Basic Books, 2005. 224 pp. ISBN 0-465-00958-1